# 海軍准将
海軍准将（かいぐんじゅんしょう、英語: Counter admiral, Flotilla admiral）は海軍少将の下、海軍大佐の上の海軍将官の階級である。国によっては使用されていない場合もある。NATO階級符号ではOF-6とされる。
通常、初任の戦隊 (Division、分戦隊ともいう。）司令官、あるいは隊群 (Flotilla) の司令官を勤める。外国海軍の呼称方法はDivisional admiralを少将位としたうえで通常少将と呼称される階級を准将位とする、少将を上級、下級に分け下級少将を准将位とする、あるいは上述のFlotilla admiralを准将位とするなど様々である。
なおアメリカ海軍にも同格の階級が存在するが、在日米海軍司令部は和訳について「米海軍は星が一つでも二つでもどちらも少将で准将という呼び名はありません」、「正確には一つ星はRear Admiral Lower Half＝下級少将で（中略）通常はどちらもRear Admiral＝少将と呼ばれています」と述べている。

## 各国の海軍准将

### 欧州
- イタリア海軍 : Contrammiraglio
- ドイツ海軍 : Flotillenadmiral
- ベルギー海軍 : Flottieljeadmiraal、Amiral de flottille
- ルーマニア海軍 : Contraamiral de flotilă

### 北米
- メキシコ海軍 : Contraalmirante